# Futbolo Klubas Vėtra
L'FK Vėtra (nome completo Futbolo Klubas Vėtra), chiamato comunemente Vėtra o anche Vėtra Vilnius, era una società calcistica lituana con sede nella città di Vilnius.

## Storia
Militava nella A Lyga, la massima serie del campionato lituano, fino alla sedicesima giornata di campionato 2010 quando viene espulsa per problemi finanziari.

## Rosa 2008
| N. |                               | Ruolo | Calciatore              |
| -- | ----------------------------- | ----- | ----------------------- |
| 1  | Lituania (bandiera)           | P     | Vaidas Žutautas         |
| 3  | Lituania (bandiera)           | D     | Valdemar Barovskij      |
| 4  | Lituania (bandiera)           | D     | Tadas Kijanskas         |
| 5  | Lituania (bandiera)           | D     | Algis Jankauskas        |
| 6  | Lituania (bandiera)           | C     | Gediminas Paulauskas    |
| 7  | Macedonia del Nord (bandiera) | C     | Dejan Milošeski         |
| 8  | Lituania (bandiera)           | C     | Gediminas Butrimavičius |
| 9  | Lituania (bandiera)           | A     | Edvinas Blazys          |
| 10 | Lituania (bandiera)           | C     | Darvydas Šernas         |
| 14 | Lituania (bandiera)           | A     | Evaldas Grigaitis       |
| 15 | Lituania (bandiera)           | C     | Virmantas Lemežis       |

| N. |                               | Ruolo | Calciatore           |
| -- | ----------------------------- | ----- | -------------------- |
| 19 | Lituania (bandiera)           | C     | Robertas Vėževičius  |
| 21 | Lituania (bandiera)           | C     | Gediminas Butavičius |
| 22 | Ucraina (bandiera)            | P     | Roman Smishko        |
| 23 | Lituania (bandiera)           | D     | Marius Kazlauskas    |
| 25 | Lituania (bandiera)           | A     | Evaldas Razulis      |
| 27 | Moldavia (bandiera)           | C     | Anatoliy Ostap       |
| 29 | Moldavia (bandiera)           | A     | Viaceslav Sofroni    |
| 44 | Macedonia del Nord (bandiera) | D     | Gjoko Cvetanovski    |
| 77 | Lituania (bandiera)           | C     | Egidijus Juška       |
| 99 | Macedonia del Nord (bandiera) | A     | Aleksandar Toleski   |

## Palmarès

### Competizioni nazionali
- 1 Lyga: 2

2000, 2002
- 2 Lyga: 1

1999

### Altri piazzamenti
- Campionato lituano:

Secondo posto: 2009
Terzo posto: 2003, 2006, 2008
- Coppa di Lituania:

Finalista: 2003, 2005, 2007-2008, 2009-2010
- Coppa Intertoto UEFA:

Finalista: 2007